# Potamogeton pusillus
Espèce
Classification APG III (2009)
Statut de conservation UICN

 LC  : Préoccupation mineure
Potamogeton pusillus, le potamot nain, est une espèce de plantes aquatiques hydrophytes de la famille des Potamogetonaceae.

## Caractéristiques
Le potamot nain est une plante sans rhizome. La tige est non tachetée et elle mesure de 18 à 150 cm. Les nœuds sont parfois dotés de glandes de couleur verte, dorée, brune ou parfois blanche. Les feuilles sessiles et submergées sont arrangées spiralement. Les stipules sont persistants.
L'inflorescence est non ramifiée, submergée ou émergée. La floraison est estivale. Les fruits sont sessiles, vert ou brun, ovoïde ou obovoïde, à bec érigé.

## Taxonomie et classification
Il existe trois sous-espèces:
- Potamogeton pusillus subsp. gemmiparus (J. W. Robbins) R. R. Haynes & Hellquist
- Potamogeton pusillus subsp. pusillus L.
- Potamogeton pusillus subsp. tenuissimus (Mertens & W. D. J. Koch) R. R. Haynes & Hellquist

Ce potamot s'hybride avec P. perfoliatus pour former P. x mysticus Morong. Croisé avec P. friesii, il donne P. x pusilliformis Fisher. Croisé avec P. obtusifloius, on obtient P. x saxonicus Hagström.

## Écologie
La plante est répandue quasi-mondialement. Elle se développe dans les eaux tranquilles.